# Julia de sacrilegis
Julia de sacrilegis va ser una antiga llei romana dictada per August, que regulava el sacrilegi, però el seu contingut no és prou conegut; el sacrilegi consistia en les accions contra la religió, els sacerdots i les coses sagrades.